# 田村学 (教育学者)
田村 学（たむら まなぶ、1962年 - ）は、日本の教育者、教育学者、國學院大學教授。初等中等教育、カリキュラム研究者。

## 来歴
1962年新潟県に生まれる。新潟大学教育学部卒業後、1986年4月より新潟県上越市立大手町小学校教諭、上越教育大学附属小学校教諭、新潟県柏崎市教育委員会指導主事、文部科学省・国立教育政策研究所教科調査官を経て、2015年4月より文部科学省初等中等教育局視学官。2017年より國學院大學人間開発学部初等教育学科教授。日本生活科・総合的学習教育学会常任理事も務める。教員時代より、生活科・総合的な学習の時間の実践、カリキュラム研究に取り組んでいる。

## 著作

### 単著
- 『深い学び』東洋館出版社、2018年4月。ISBN 978-4-491-03502-4。
- 『平成29年版 中学校新学習指導要領の展開 総合的な学習編』明治図書出版、2017年11月。ISBN 978-4183351135。
- 『平成29年版 小学校新学習指導要領の展開 総合的な学習編』明治図書出版、2017年10月。ISBN 978-4183289124。
- 『平成29年版 小学校新学習指導要領の展開 生活編』明治図書出版、2017年10月。ISBN 978-4183282149。
- 『平成29年改訂 中学校教育課程実践講座 総合的な学習の時間』ぎょうせい、2017年10月。ISBN 978-4324103289。
- 『平成29年改訂 小学校教育課程実践講座 総合的な学習の時間』ぎょうせい、2017年10月。ISBN 978-4324103142。
- 『カリキュラム・マネジメント入門　「深い学び」の授業デザイン。学びをつなぐ７つのミッション。』東洋館出版社、2017年3月。ISBN 978-4-491-03320-4。
- 『授業を磨く』東洋館出版社、2015年4月。ISBN 978-4-491-03114-9。
- 『イラストで見る全単元・全時間の授業のすべて　小学校生活　2年』東洋館出版社、2012年2月。ISBN 978-4-491-02772-2。
- 『イラストで見る全単元・全時間の授業のすべて　小学校生活　1年』東洋館出版社、2012年2月。ISBN 978-4-491-02771-5。
- 『総合の新しい授業アイディア50選 小学校編―教科書を使いこなす!』ぎょうせい、2011年2月。ISBN 978-4324091470。
- 『今日的学力をつくる新しい生活科授業づくり』明治図書出版、2009年10月。ISBN 978-4-18-712416-2。

### 共著
- 『深い学びを育てる思考ツールを活用した授業実践（教育技術ムック）』田村学/著、京都市立下京中学校/編、小学館、2018年2月。ISBN 978-4-09-105062-5。
- 『「探究」を探究する　本気で取り組む高校の探究活動』田村学、廣瀬志保/編著、学事出版、2017年12月。ISBN 978-4-7619-2374-7。
- 『生活・総合「深い学び」のカリキュラム・デザイン』田村学/編著、横浜市黒船の会/著、東洋館出版社、2017年8月。ISBN 978-4-491-03379-2。
- 『生活・総合アクティブ・ラーニング』田村学/編著、みらいの会/著、東洋館出版社、2015年6月。ISBN 978-4491031293。
- 『こうすれば考える力がつく! 中学校 思考ツール（教育技術ムック）』田村学、黒上晴夫、滋賀大学教育学部附属中学校/著、小学館、2014年8月。ISBN 978-4-09-106789-0。
- 『新教科誕生の軌跡　生活科の形成過程に関する研究』吉冨芳正、田村学/著、東洋館出版社、2014年6月。ISBN 978-4491030302。
- 『考えるってこういうことか!「思考ツール」の授業（教育技術ムック）』田村学、黒上晴夫/著、小学館、2013年8月。ISBN 978-4-09-106757-9。
- 『新評価規準を生かす授業づくり 小学校編〈2〉社会科・理科・生活科』田中孝一/編、澤井陽介、村山哲哉、田村学/著、ぎょうせい、2011年8月。ISBN 978-4324093306。
- 『こうすればうまくいく！幼稚園・保育所と小学校の連携ポイント　カリキュラムの工夫　子どもたちの交流活動　合同研究に役立つハンドブック！』篠原孝子、田村学/編著、ぎょうせい、2009年12月。ISBN 978-4-324-08819-7。
- 『リニューアル総合的な学習の時間』田村学、原田信之/著、北大路書房、2009年11月。ISBN 978-4-7628-2695-5。
- 『これからの生活・総合―知識基盤社会における能力の育成と求められる教師力』田村学、嶋野道弘、みらいの会/著、東洋館出版社、2009年10月。ISBN 978-4491025100。
- 『読解力向上をめざした授業づくり　国語・社会・算数・理科・生活からの発信　高学年』井上一郎、安野功、吉川成夫、日置光久、田村学/編著、東洋館出版社、2006年8月。ISBN 978-4-491-02195-9。
- 『読解力向上をめざした授業づくり　国語・社会・算数・理科・生活からの発信　中学年』井上一郎、安野功、吉川成夫、日置光久、田村学/編著、東洋館出版社、2006年8月。ISBN 978-4-491-02194-2。
- 『読解力向上をめざした授業づくり　国語・社会・算数・理科・生活からの発信　低学年』井上一郎、安野功、吉川成夫、日置光久、田村学/編著、東洋館出版社、2006年8月。ISBN 978-4-491-02193-5。
- 『いのちを育てる総合学習 資料集 総合はたのしいな』田村学/著、石川 浩二/イラスト、童心社、2002年3月。ISBN 978-4494011797。
- 『いのちを育てる総合学習 1・2年生 ロバくんといっしょにやさいパーティー』田村学/著、めぐろ みよ/イラスト、童心社、2002年3月。ISBN 978-4494011742。
- 『いのちを育てる総合学習 3年生 みんなで町をあるいたよ』田村学/著、石川 浩二/イラスト、童心社、2002年3月。ISBN 978-4494011759。
- 『川のこえをきこう (いのちを育てる総合学習4年生)』田村学/著、石川 浩二/イラスト、童心社、2002年2月。ISBN 978-4494011766。
- 『すごい人、おもしろい人にあった!―いのちを育てる総合学習 6年生』田村学/著、石川 浩二/イラスト、童心社、2001年12月。ISBN 978-4494011780。
- 『かわいい牛 おいしいお米 (いのちを育てる総合学習 5年生)』田村学/著、石川 浩二/イラスト、童心社、2001年11月。ISBN 978-4494011773。

### 監修
- 『各教科・領域別 考える力を育てる 学習のしつけ (教育技術MOOK)』田村学/監修、鹿児島大学教育学部代用附属田上小学校/編著、小学館、2015年5月。ISBN 978-4091050137。
- 『総合的な学習授業づくりハンドブック』田村学/監修、東京都小学校生活科・総合的な学習教育研究会/編、東洋館出版社、2012年11月。ISBN 978-4-491-02849-1。
- 『言葉と体験でつくる理科・生活科の授業　新学習指導要領の方向性を踏まえた　番町小発』日置光久、田村学/監修、千代田区立番町小学校/編著、東洋館出版社、2007年12月。ISBN 978-4-491-02299-4。